# Іван Пилипів
Іван Пилипів (по-сільському — Пилипівський, 28 вересня 1859, с. Небилів, нині Калуський район, Івано-Франківщина — 10 жовтня 1936) — один з перших українських галицьких поселенців у Канаді.

## Життєпис

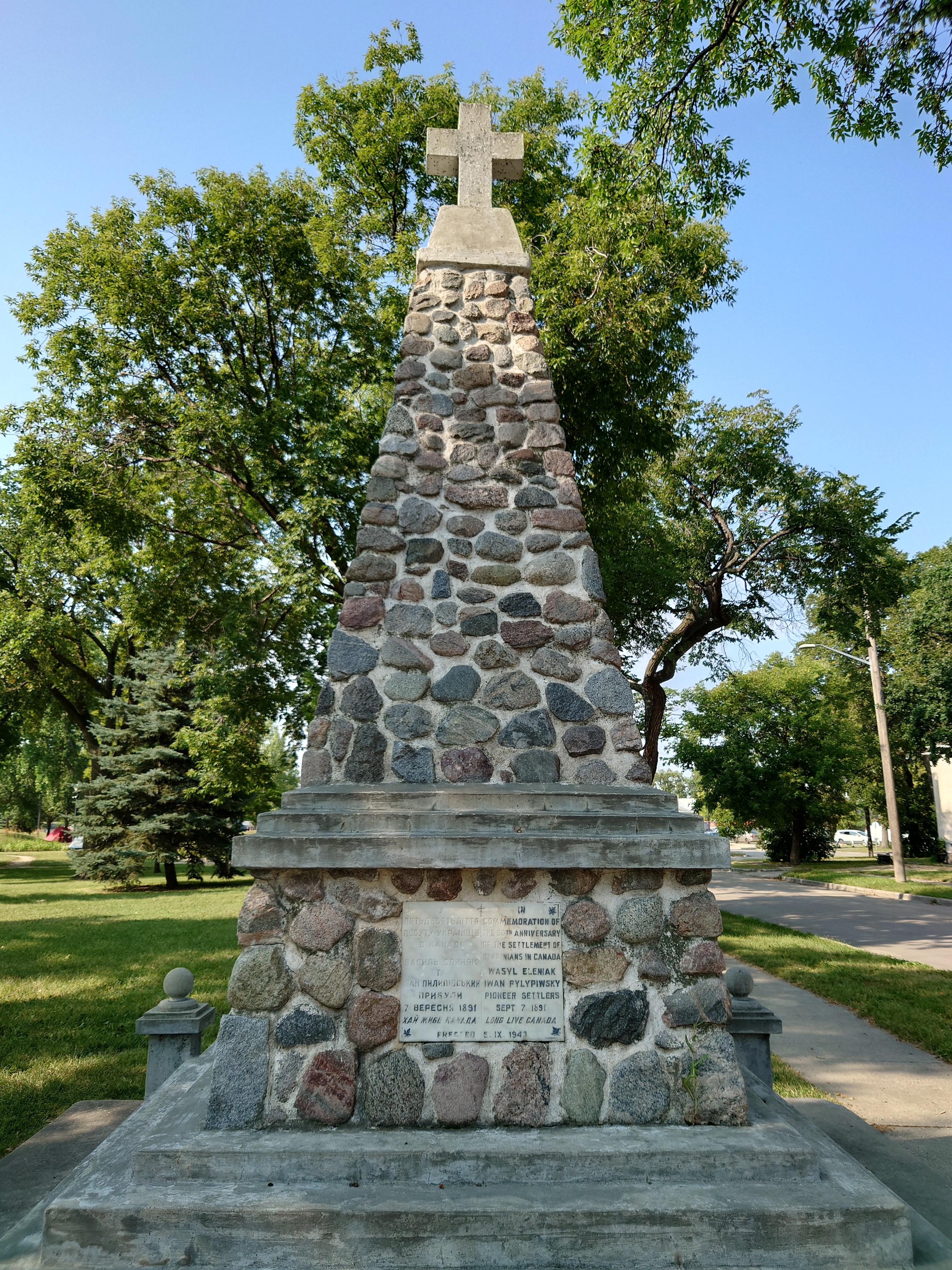
Пам'ятний знак на честь 50-ліття поселення українців у Канаді

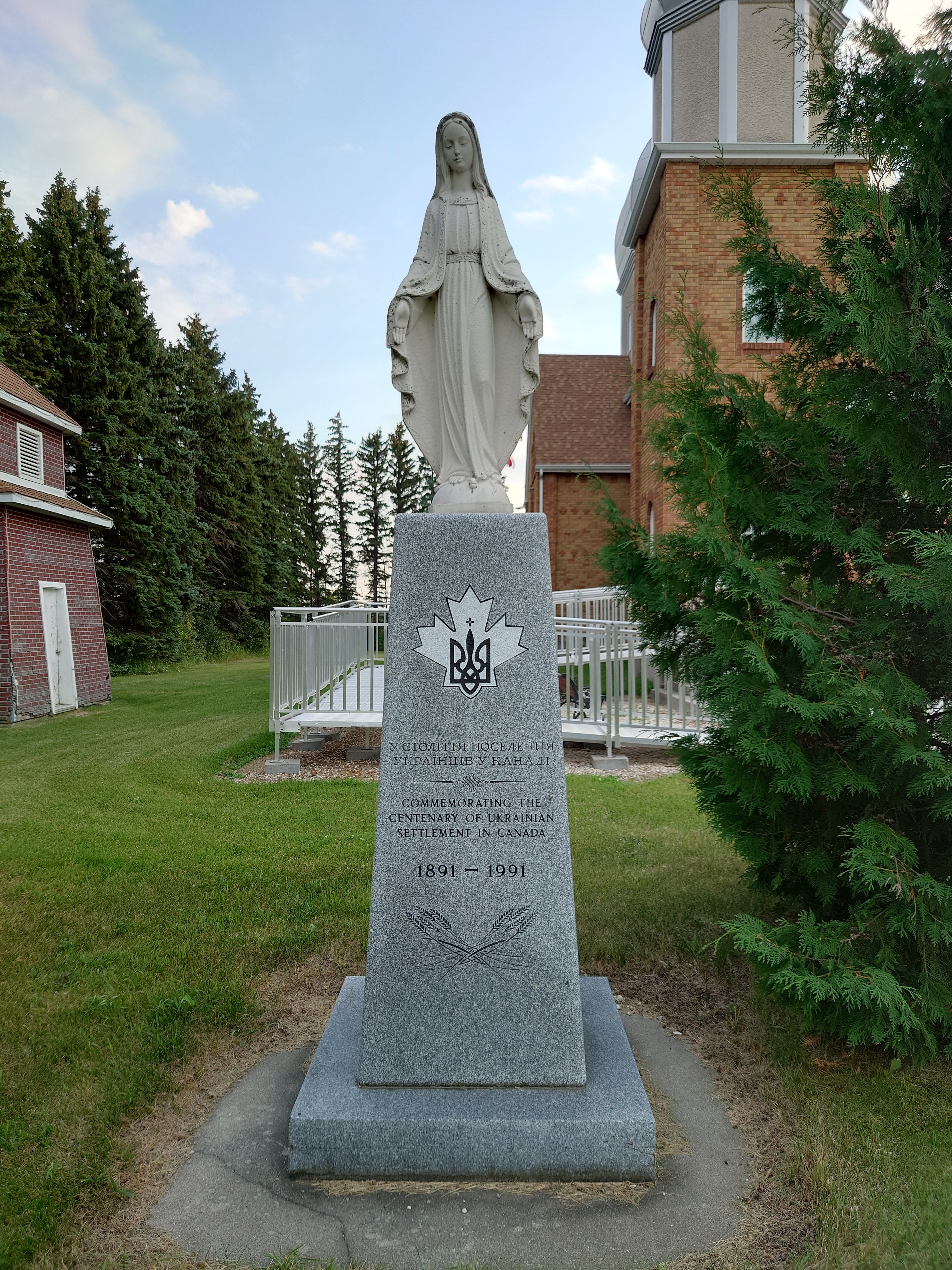
Пам'ятний знак на честь століття поселення українців у Канаді

Випускник Станиславівської цісарсько-королівської (державної) гімназії. Проживав у селі Небилів (до липня 2020 — Рожнятівський район, Івано-Франківщина). 7 вересня 1891 року на борту судна «Орегон» прибув до порту Квебек.
19 вересня 1891 прибув до Монреаля, тут отримав земельну ділянку для поселенців (гомстед).
Після повернення на Батьківщину на початку 1892 року для того, аби забрати сім'ю з собою до Канади був арештований австрійською (де-факто польською) владою за те що, за словами судді, підбурював народ щоб переїжджав (Пилипів отримував комісійні за приведених людей від агента який займався їх перевезенням), і провів місяць у в'язниці. Наступного, 1893 року, Іван знову поїхав до Канади, вже до кінця життя. Похований Пилипів на цвинтарі в Една Стар.